# Élie Marsy
Élie Marsy (né le 14 juillet 1921 à Anzin et mort le 6 juillet 2012 dans la même ville) est un coureur cycliste qui fut surnommé Le Taureau des Flandres.

## Biographie
Né à Anzin en 1921 dans un milieu ouvrier, Élie Marsy s'intéresse au cyclisme sur l'incitation d'un camarade d'usine, alors qu'il travaille à la brasserie Gouvion. Il dispute sa première course, le Valenciennes-Bavay-Valenciennes, à 17 ans. Avec un vélo acheté à crédit, il commence à s’entraîner tous les après-midi après le travail. En 1939, participant à de nombreuses courses, il termine onze fois premier et huit fois deuxième. 
Mais sa carrière est interrompue par la guerre. L'exode l'amène en Normandie avec Stanislawa Kubiak, sa future épouse. De retour dans ce qui est devenu la zone interdite, ils se marient en novembre 1940.
Élie Marsy reprit la compétition après la guerre, à 27 ans. Il court longtemps comme indépendant, ce qui l'autorise à participer aux compétitions d'amateurs comme de professionnels. 
De 1947 à 1955, il remporte environ 150 courses, s'illustrant entre autres dans le Grand Prix des Flandres françaises,, le Circuit des Ardennes ou le Grand Prix des Flandres.
Il ne passe professionnel qu'en 1954 sous les couleurs de Peugeot-Dunlop, et met un terme à sa carrière en 1955.

## Palmarès
| - 1949 - Paris-Arras - 1950 - Paris-Douai - 3e du Grand Prix des Flandres françaises - 1951 - Circuit du Pévèle - 3e du Grand Prix des Flandres françaises - 1952 - Grand Prix d'Armentières - Grand Prix des Flandres françaises - 2e étape du Circuit des Ardennes - 2e du Circuit des Ardennes | - 1954 - Grand Prix des Flandres françaises - Grand Prix d'Orchies - 3e du Circuit du Pévèle |

## Sources